# Stan Hansen
John Stanley Hansen II (Knox City, 29 de agosto de 1949) é um lutador profissional aposentado estadunidense, mais conhecido pelo nome de ringue Stan Hansen. Hansen é conhecido por seu estilo estilo de força excessiva ("stiff"), o que ele atribui a problemas de visão. Ele também é conhecido por seu personagem de um caubói violento e brigão, enfatizado pela utilização de chapéu de caubói, colete de couro e laço, além de mascar tabaco durante entrevistas. Ele é considerado um dos lutadores estrangeiros ("gaijins") mais populares do Japão. Mesmo mais conhecido no Japão do que nos Estados Unidos, Hansen conquistou títulos em ambos os países, se tornando seis vezes campeão mundial, conquistando o Campeonato Mundial dos Pesos-Pesados da AWA uma vez, o Campeonato Internacional dos Pesos-Pesados da CWA uma vez e o Campeonato Tríplice Coroa dos Pesos-Pesados da AJPW quatro vezes.

## Carreira na luta profissional

### Estados Unidos
Após jogar futebol americano na faculdade, nos West Texas State Buffaloes, Hansen fez sua estreia como lutador em 1973, lutando como um segundo trabalho enquanto tentava ser contratado pelos Detroit Wheels, Hansen passou a lutar ativamente quando o time fechou. Em 1975, Hansen aliou-se a Frank Goodish enquanto competia no território tri-estatal de Leroy McGuirk. Um ano depois, Hansen fez sua estreia na World Wide Wrestling Federation, começando uma rivalidade com o Campeão dos Pesos-Pesados Bruno Sammartino pelo título. Durante um combate, Hansen quebrou o pescoço de Sammartino
Hansen também competiu na American Wrestling Association entre 1985 e 1986, ganhando o Campeonato Mundial dos Pesos-Pesados em 29 de dezembro de 1985, de Rick Martel. Em 29 de junho de 1986, Hansen se recusou a participar de uma defesa de título contra Nick Bockwinkel. A AWA, então, passou o título para Bockwinkel. Hansen imediatamente retornou ao Japão e defendeu o título de maneira não-oficial. Quando forçado a devolver o título, Hansen passou por cima do cinturão com um caminhão e o enviou à AWA.

### Japão
Ele também competiu na New Japan Pro Wrestling, onde manteve uma rivalidade com Antonio Inoki e se aliou a Hulk Hogan e Dick Murdoch. Hansen temporariamente retornou em 1990 pela primeira vez em nove anos para formar uma dupla com Riki Chōshū chamada "The Lariat Combo". O lariat de Hansen se tornou um movimento tão respeitado no Japão que se tornou comum que os comentaristas gritassem "lariato" histericamente quando ele aplicasse o movimento.
Em 1981, Hansen deixou a NJPW para se unir a All Japan Pro Wrestling, onde permaneceria até sua aposentadoria. Enquanto na AJPW, Hansen se tornaria o único homem a derrotar Antonio Inoki e Giant Baba em lutas individuais por títulos. Ele continuou a lutar entre 1982 e 1999 na World's Strongest Tag Determination League, primariamente em lutas de duplas com Bruiser Brody, Terry Gordy, Ted DiBiase, Genichiro Tenryu, Dan Spivey, Bobby Duncum, Jr. e Big Van Vader. Hansen também participaria de uma renomada briga com André the Giant.
Hansen também competiu em outras importantes lutas. Em 13 de abril de 1990, a World Wrestling Federation e a AJPW realizaram um evento chamado Wrestling Summit no Tokyo Dome em Tóquio, onde Hansen foi derrotado por Hulk Hogan. No NJPW versus AJPW Tokyo Dome em 10 de fevereiro de 1992, Hansen representou a AJPW contra Big Van Vader. Durante a luta, Hansen inadvertidamente causou que o olho direito de Vader saísse da órbita ocular. Após remover a máscara e recolocar seu olho, Vader continuou o combate com Hansen, até que a luta fosse declarada finalizada sem vencedor.

### World Championship Wrestling, retorno ao Japão e aposentadoria
Em 1990, Hansen competiu na World Championship Wrestling, formando uma rivalidade com Lex Luger pelo Campeonato Estadunidense dos Pesos-Pesados enquanto a companhia ainda fazia parte da National Wrestling Alliance. No Halloween Havoc, Hansen derrotou Luger para conquistar o título. No Starrcade, Hansen perdeu o título de volta para Luger antes de retornar à All Japan Pro Wrestling em 1991 após a WCW querer uni-lo ao grupo The Desperados.
De volta a AJPW, Hansen começou uma rivalidade com Mitsuharu Misawa, ganhando e perdendo para ele o Campeonato da Tríplice Coroa. Após a morte de Giant Baba, Misawa se tornou o novo roteirista da AJPW, tirando o ênfase de Hansen e outros estrangeiros em favor de novos lutadores japoneses, como Takao Ōmori e Yoshihiro Takayama. Em 2000, Misawa e todos, menos dois nativos, deixaram a promoção e formaram a Pro Wrestling Noah. Hansen decidiu continuar na AJPW. Ele lutou pela última vez em 28 de outubro de 2000, como parte do torneio pelo vago Campeonato dos Pesos-Pesados da Tríplice Coroa. Após ser derrotado por Genichiro Tenryu, Hansen anunciou sua aposentadoria em 28 de janeiro de 2001.
Logo após se aposentar, Hansen realizou cirurgias em suas costas e joelhos. Após se recuperar, ele se tornou o comissário da Pacific Wrestling Federation da AJPW. EM julho de 2007, Hansen deixou o cargo, sendo substituído por Hiroshi Hase.

## Vida pessoal
Em 1989, Hansen participou do filme produzido pela World Wrestling Federation No Holds Barred, estrelando Hulk Hogan.
Hansen é casado e tem dois filhos. Seu filho mais velho, Shaver (nascido em 19 de dezembro de 1987), jogou beisebol na Universidade Baylor antes de ser contratado pelos Seattle Mariners como a segunda escolha do sexto round da Draft da Major League Baseball de 2009. Seu filho mais novo, Samuel (nascido em 21 de fevereiro de 1991), também joga beisebol, pela University of Texas at Arlington.
O sobrinho de Hansen, Caleb Dewall, também é um lutador profissional, lutando no circuito independente como Silas Young.

## No wrestling
- Movimentos de finalização
  - Lariat[4][2][7] / Western Lariat[5][22][23]

- Movimentos secundários
  - Belly-to-back suplex[24]
  - Brazos Valley Backbreaker (Boston crab)[2][25]
  - DDT[5]
  - Elbow drop[2][5][24]
  - Piledriver[5]
  - Powerbomb[5]
  - Running knee drop[5]
  - Running shoulder block[2][5][24]
  - Scoop slam[5]
  - Snap suplex[2]

- Managers
  - Freddie Blassie[26]

- Alcunhas
  - "Cowboy"[2]
  - "The Lariat"[4][2][7][10]
  - "The Man"[2]
  - "The Bad Man From Borger, Texas"[4][9][10]
  - "Fuchinkan"[2] (japonês para "O Navio de Guerra Inafundável"[7])

- Temas de entrada
  - "Sunrise" por Spectrum[27] (AJPW)

## Championships and accomplishments
- All Japan Pro Wrestling
  - AJPW Triple Crown Heavyweight Championship (4 vezes)[28]
  - AJPW Unified World Tag Team Championship (8 vezes) – com Terry Gordy (2), Genichiro Tenryu (3), Dan Spivey (1), Ted DiBiase (1) e Gary Albright (1)[29]
  - NWA International Heavyweight Championship (1 vez)[30]
  - NWA International Tag Team Championship (1 vez) – com Ron Bass[31]
  - NWA United National Championship (1 vez)[32]
  - PWF World Heavyweight Championship (4 vezes)[33]
  - PWG World Tag Team Championship (4 vezes) – com Bruiser Brody (1), Ted DiBiase (2) e Austin Idol (1)[34]
  - Champion Carnival (1992, 1993)[35][36]
  - World's Strongest Tag Determination League (1983) – com Bruiser Brody[5][36]
  - World's Strongest Tag Determination League (1985) – com Ted DiBiase[5][36]
  - World's Strongest Tag Determination League (1988) – com Terry Gordy[5][36]
  - World's Strongest Tag Determination League (1989) – com Genichiro Tenryu[5][36]
  - January 2 Korakuen Hall Heavyweight Battle Royal (1994)[36]

- American Wrestling Association
  - AWA World Heavyweight Championship (1 vez)[37]

- Cauliflower Alley Club
  - Outro honrado (1996)[38]

- Continental Wrestling Association
  - CWA International Heavyweight Championship (1 vez)[39]

- Georgia Championship Wrestling
  - NWA Columbus Heavyweight Championship (1 vez)[40]
  - NWA Georgia Heavyweight Championship (2 vezes)[41]
  - NWA Georgia Tag Team Championship (3 vezes) – com Tommy Rich (2) e Ole Anderson (1)[42]

- Mid-Atlantic Championship Wrestling / World Championship Wrestling
  - NWA United States Heavyweight Championship (1 vez)1[43]
  - NWA World Tag Team Championship (versão do Meio-Atlântico) (1 vez) – with Ole Anderson[44]

- NWA Big Time Wrestling
  - NWA Texas Tag Team Championship (1 vez) – com Killer Tim Brooks[45]

- NWA Tri-State
  - NWA North American Heavyweight Championship (versão Tri-State) (1 vez)[46]
  - NWA United States Tag Team Championship (versão Tri-State) (2 vezes) – com Frank Goodish[47]

- National Wrestling Federation
  - NWF Heavyweight Championship (1 vez)[48]

- Professional Wrestling Hall of Fame and Museum
  - Classe de 2010[11][49]

- Pro Wrestling Illustrated
  - Luta do Ano (1976) vs. Bruno Sammartino em 25 de junho
  - Lutador Mais Odiado do Ano (1976)[50]
  - PWI o colocou na #7ª posição das 100 melhores duplas na "PWI Years" com Bruiser Brody em 2003
  - PWI o colocou na #16ª posição dos 500 melhores lutadores individuais na "PWI Years" em 2003

- Tokyo Sports Grand Prix
  - Prêmio de Melhor Combate (1982) vs. Giant Baba em 4 de fevereiro
  - Prêmio de Melhor Combate (1988) vs. Genichiro Tenryu em 27 de julho
  - Prêmio de Melhor Combate (1992) vs. Toshiaki Kawada em 5 de junho
  - Prêmio de Melhor Dupla (1998)[50] com Vader
  - Prêmio de Estrangeiro Excepcional (1982)[50]
  - Prêmio de Popularidade (1980)[50]
  - Prêmio de Serviços Especiais (2000)

- Wrestling Observer Newsletter
  - Luta 5-Estrelas (1984) com Bruiser Brody vs. Dory e Terry Funk em 8 de dezembro
  - Luta 5-Estrelas (1988) com Terry Gordy vs. Genichiro Tenryu e Toshiaki Kawada em 16 de dezembro
  - Luta 5-Estrelas (1993) vs. Kenta Kobashi em 29 de julho
  - Melhor Brawler (1985, 1990)[50]
  - Dupla do Ano (1982)[50] com Ole Anderson
  - Hall da Fama da WON (Classe de 1996)

- WWE
  - WWE Hall of Fame (Classe de 2016)

1Hansen conquistou o título após Ted Turner comprar a Mid-Atlantic Championship Wrestling de Jim Crockett, Jr. e a renomear World Championship Wrestling. O reinado de Hansen também foi anterior ao título ser renomeado Campeonato Estadunidense dos Pesos-Pesados da WCW.